# 마르그리트 브로크디
마르그리트 마리 브로크디(프랑스어: Marguerite Marie Broquedis, 1893년 4월 17일 ~ 1983년 4월 23일)는 프랑스의 여자 테니스 선수였다.

## 인물
피레네자틀랑티크주 포에서 태어났다.
브로크디는 1912년 스톡홀름 올림픽에 나가 단식 경기의 결승전에서 독일의 도라 쾨링을 4-6, 6-3, 6-4로 꺾고 금메달을 획득하였다. 혼성 복식에서 그녀는 알베르 카네와 짝을 이루며 동메달을 땄다. 1913년과 1914년 그녀는 프랑스 선수권을 우승하였으며, 후기의 결승전에서 그녀는 15세의 수잔느 랑글랑을 꺾었다. 그녀는 단식 결승전에서 랑글랑을 꺾은 단 하나로서 "여신"이라는 별명을 얻었다. 1924년 파리 올림픽에도 나갔으나 아무 메달도 획득하지 못하였다.
1925년부터 1927년까지 브로크디는 자신의 테니스 경력에서 또다른 성공적인 전성기를 가져 윔블던에서 단식 준결승전(1925년)과 이제 완전히 국제적인 프랑스 오픈에서 2번이나 준준결승전(1925년과 1927년)에 도달하였다. 게다가 그녀는 1927년 파리에서 장 보로트라와 짝을 지어 혼성 복식을 우승하였다.
90세의 나이로 오를레앙에서 사망하였다.